# Miguel Luque Ávila
Miguel Luque Avila (nascido em 21 de setembro de 1976) é um nador espanhol, campeão paralímpico em Sydney 2000 e Atenas 2004.